# Vormietrecht
Das Vormietrecht ist das Recht, im Fall der Neuvermietung in einen von dem Vermieter mit einer dritten Person abgeschlossenen Mietvertrag einzutreten. Ähnlich wie das Vorkaufsrecht dient es der Absicherung eines künftigen Nutzungsrechts.
In der Praxis findet sich das Vormietrecht vor allem bei der Geschäftsraummiete, weil die Mieterschutzvorschriften des Wohnraummietrechts, etwa  im Fall der Vermieter-Insolvenz oder der Zwangsversteigerung des Mietobjekts, dort nicht anwendbar sind. Das Vormietrecht ist häufig Bestandteil eines Mietvorvertrags.

## Typen des Vormietrechtes
Das Vormietrecht findet sind in zwei wesentlichen Ausgestaltungen:
- Das Recht eines Dritten (Vormietberechtigter), in einen zwischen Vermieter und neuem Mieter bereits geschlossenen Vertrag einzutreten (auch als „Vorzugsrecht des Mieters“ bezeichnet. Es handelt sich dabei um einen doppelt aufschiebend bedingten Mietvertrag).
- Das Recht, wenn in einem Gebäude mehrere Mietobjekte sind, dass der Vermieter diese dem Berechtigten bei einer Neuvermietung zuerst anbietet (auch "Anmietrecht").

In der ersten Variante kann der Vormietberechtigte (meist der bisherige Mieter) dem neuen Mieter erklären, dass er sein Vormietrecht ausüben möchte. Die ursprünglich vereinbarten Bedingungen zwischen Mieter und dem Vermieter kommen dann für den Vormietberechtigten zum Tragen. Der Vermieter muss den Vormietberechtigten frühzeitig von der beabsichtigten Neuvermietung informieren. Unterlässt der Vermieter diese Information, ist er dem Vormietberechtigten schadenersatzpflichtig; der Mietvertrag mit dem neuen Mieter ist jedoch wirksam zustande gekommen, sofern der neue Mieter nicht bösgläubig war.
Wird das Grundmietverhältnis aufgegeben, fällt auch das Vormietrecht sofort dahin, sofern nicht etwas anderes vereinbart ist. Wird das Vormietrecht für ein noch zu errichtendes Objekt abgeschlossen, ist eine solche Verabredung nur gültig, wenn
- der Zeit des Abschlusses, und
- die wesentlichen Vertragsbestandteile feststehen, und
- die Umstände sich in der Zwischenzeit nicht wesentlich geändert haben (clausula rebus sic stantibus), und
- innert eines Jahres der Vertrag in Vollzug gesetzt werden kann (§ 936 ABGB Österreich, § 936 ABGB Liechtenstein).

## Abgrenzungen

### Option
Eine Option ist ein einseitiges Verlängerungsrecht des Mietvertrages zwischen den bisherigen Parteien. Durch die Erklärung einer Vertragspartei, in der Regel des Mieters, verlängert sich der bestehende Mietvertrag zu den bisherigen Bedingungen um den Optionszeitraum. Anders als im Fall des Vormietrechts kommt kein neuer Vertrag zustande. Ebenso kann als Option festgelegt werden, dass ein Berechtigter die Befugnis erhält, dem Vermieter einen Dritten als Mieter zu benennen, welcher vom Vermieter sodann als Mieter zu den bisherigen Bedingungen zu akzeptieren ist, sobald der bisherige Mieter das Mietsverhältnis beendet (auch "Nachmietrecht").
Weitere Optionen sind im Mietrecht möglich, soweit nicht einschlägige Gesetze entgegenstehen.

### Nachmieterbenennung
Durch das Nachmietrecht erhält der Mieter die Möglichkeit, aus einem Mietvertrag früher als nach gewöhnlicher Vertragslaufzeit auszuscheiden (Abkehr von dem Grundsatz pacta sunt servanda), wenn er ein berechtigtes Interesse an seinem vorzeitigen Ausscheiden geltend machen kann und dem Vermieter einen Nachmieter anbietet, den dieser nach Treu und Glauben akzeptieren könnte. Nur vereinzelt wird ein Anspruch auf Entlassung aus dem Vertrag auch ohne berechtigtes Interesse des Mieters angenommen. Der Vermieter kann diesen Nachmieter nur aus ganz bestimmten Gründen ablehnen. Lehnt er ihn ab, muss er dies begründen. Kann der Vermieter die Ablehnung des Nachmieters nicht ausreichend begründen, wird der Mieter von seiner Verpflichtung aus dem Mietvertrag frei, ohne dass er dem Vermieter einen weiteren Mieter anbieten muss (wird aber in der Praxis vertraglich auch anders geregelt). Bei unberechtigter Ablehnung des gestellten Nachmieters, ist der Vermieter nicht verpflichtet, mit dem Nachmieter einen Vertrag zu schließen. Er kann die Räumlichkeit auch unvermietet lassen. 

### Konkurrenzklausel
Eine Konkurrenzklausel verbietet dem Vermieter, innerhalb der von ihm vermieteten Objekte an ein weiteres Unternehmen zu vermieten, das ähnliche Leistungen anbietet wie der berechtigte Mieter.

## Gesetzliche Regelung
Das Vormietrecht ist in Deutschland, Österreich und Liechtenstein gesetzlich nicht geregelt. Die Praxis zieht die Regelungen für das Vorkaufsrecht in §§ 463 ff BGB, §§ 1072 ff ABGB, §§ 1072 ff FL-ABGB entsprechend heran.